# Joyería de Bolivia

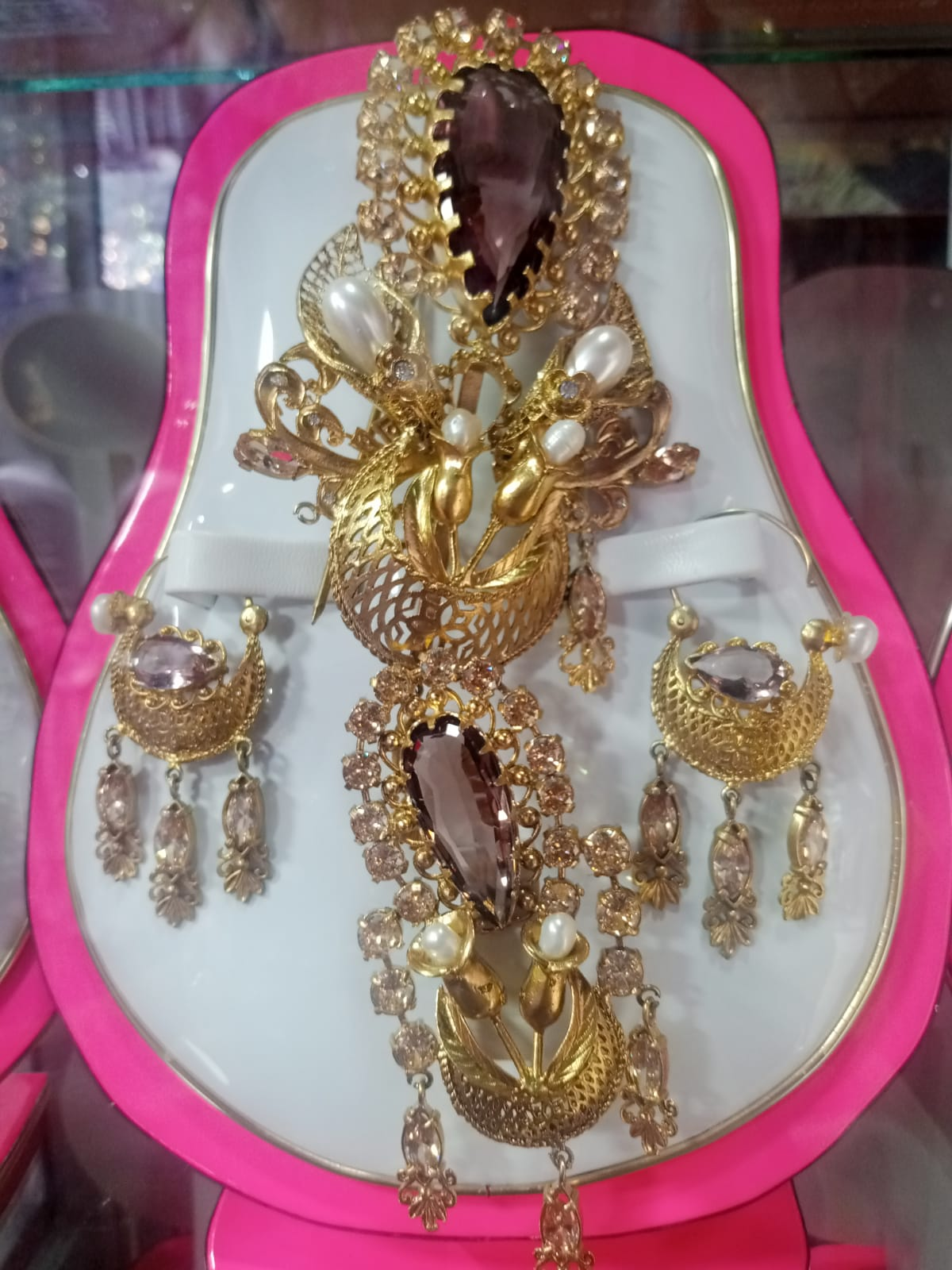
Juego de aretes, topo y ramillete para chola boliviana

La joyería en Bolivia es una manifestación significativa de la cultura y la historia boliviana. Refleja tanto el poder y la riqueza como las costumbres y creencias de sus habitantes.

## Historia de la joyería en Bolivia

### Joyería preincaica
Desde tiempos preincaicos, se han encontrado diversas piezas de joyería en Bolivia, como tocados, narigueras y recipientes de oro, que eran utilizados por miembros de culturas como la Chiripa, Wari, Mollo y Tiahuanaco. Algunos de estos hallazgos datan de más de 2.500 años, lo que evidencia la larga tradición de la orfebrería en la región.

### Joyería incaica
El esplendor del Imperio Inca (1197-1533) también se manifestó en la joyería. Durante este periodo, el oro, la plata y otros materiales preciosos fueron moldeados por artesanos anónimos para crear lujosas piezas. Este derroche de riquezas atrajo la codicia de los conquistadores españoles en el siglo XVI, quienes fundieron gran parte de estas joyas. Sin embargo, algunas piezas han sobrevivido al tiempo, como el "Señor de San Sebastián", un esqueleto humano cubierto de piezas de oro, descubierto en Cochabamba.

### Joyería colonial
Durante la época colonial, la joyería en Bolivia continuó evolucionando, influenciada por la religión católica. Entre los ejemplos más destacados de este período se encuentran candelabros y relicarios de plata y oro, creados por plateros potosinos para misiones jesuitas en el oriente boliviano. También se produjeron piezas más utilitarias, como bombillas de plata para el consumo de hierba mate, reflejando los cambios en los hábitos de consumo y la influencia europea en las costumbres locales.

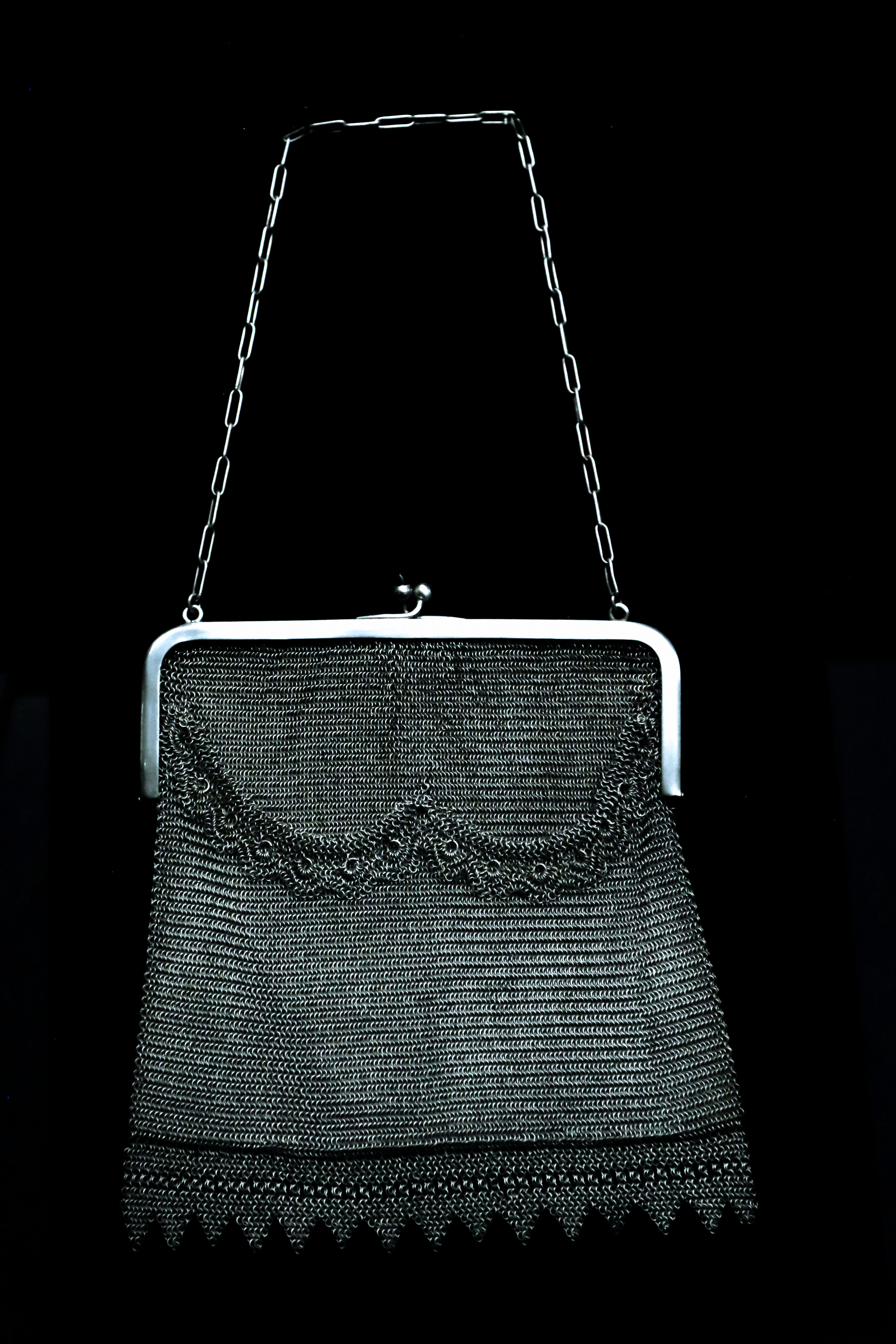
Bolsa de plata

### Joyería en la época republicana
Con el nacimiento de la República de Bolivia en 1825, las joyas adquirieron un papel simbólico importante. Se crearon medallas para honrar a los libertadores Simón Bolívar y José Antonio de Sucre, aunque muchas de estas piezas fueron llevadas fuera de Bolivia.

### Joyería en la era de la plata y la goma
El auge de la plata a finales del siglo XIX y la era de la goma en Bolivia, dejaron una profunda huella en la joyería boliviana. Durante este periodo, las familias prominentes lucieron piezas importadas de Europa, lo que refleja la prosperidad económica de la época. También, la Guerra del Chaco (1930-1933) y la Revolución Nacional de 1952 influyeron en la creación de medallas y en la popularización de estilos incaicos en la joyería boliviana.

### Joyería contemporánea
En tiempos recientes, se han hecho esfuerzos por revivir las antiguas artes joyeras bolivianas. Sin embargo, fenómenos como el narcotráfico han afectado la calidad de la joyería local, con la introducción de piezas de menor calidad en el mercado.

## Materiales y técnicas

### Metales preciosos
El oro y la plata han sido los principales metales utilizados en la joyería boliviana, siendo metales ya presentes en la joyería de las culturas que precedieron a los incas, pasando por el periodo colonial, hasta la era contemporánea. Estos metales no solo se valoran por su belleza, sino también por su significado cultural y económico. 

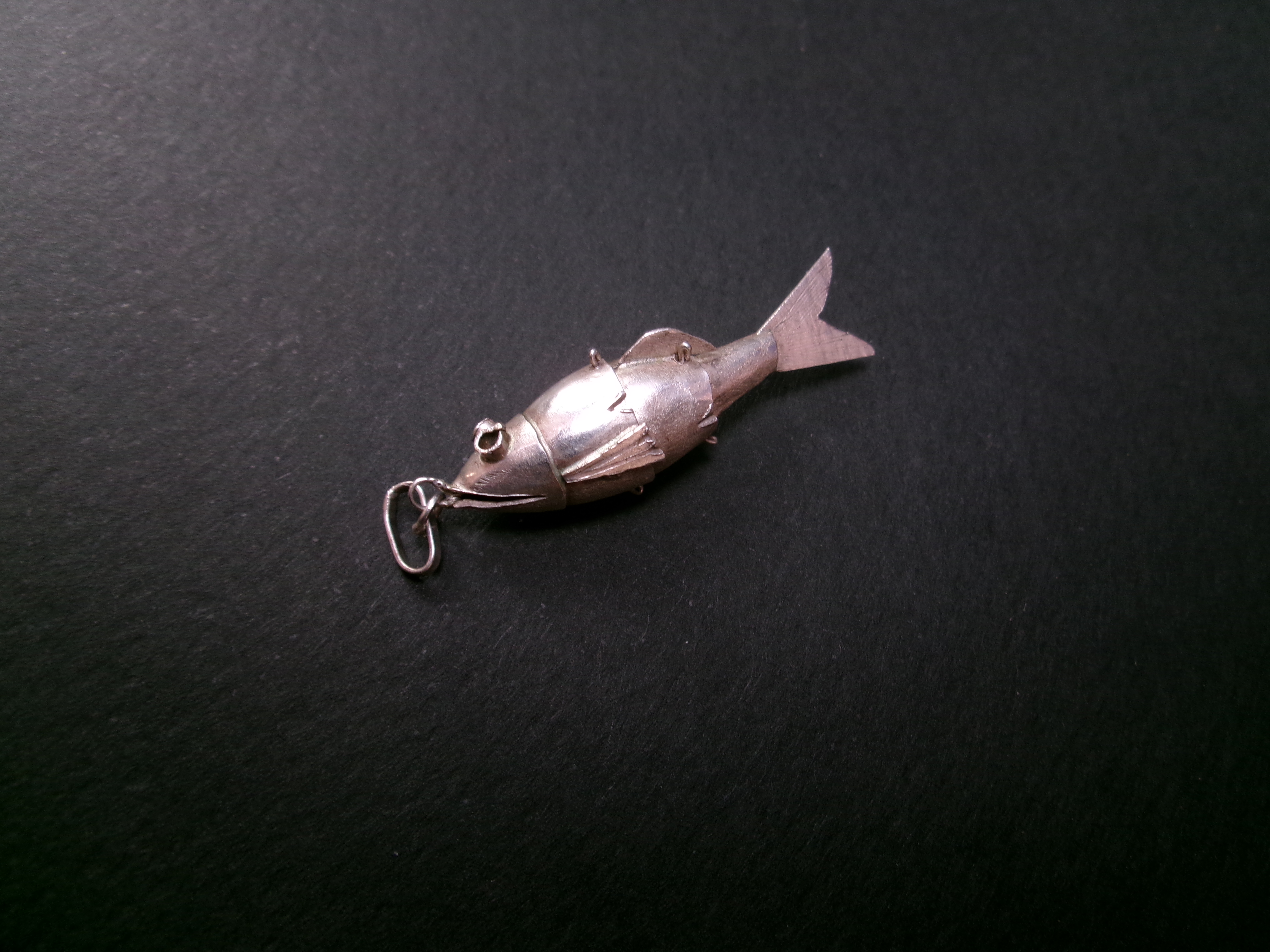
Pez de plata típico de la joyería boliviana

### Piedras preciosas
Las piedras preciosas, como esmeraldas y diamantes, han jugado un papel importante en la joyería boliviana, especialmente en la era colonial y republicana. Estas gemas se utilizaban para adornar piezas de oro y plata, dando lugar a joyas de gran valor y belleza.

### Técnicas artesanales
A lo largo de la historia, los artesanos bolivianos han desarrollado una variedad de técnicas para la fabricación de joyas. Desde los métodos tradicionales utilizados por las culturas preincaicas hasta las técnicas modernas, la habilidad de los joyeros bolivianos ha sido reconocida tanto a nivel nacional como internacional.

## Influencia cultural y social

### Significado simbólico de las joyas

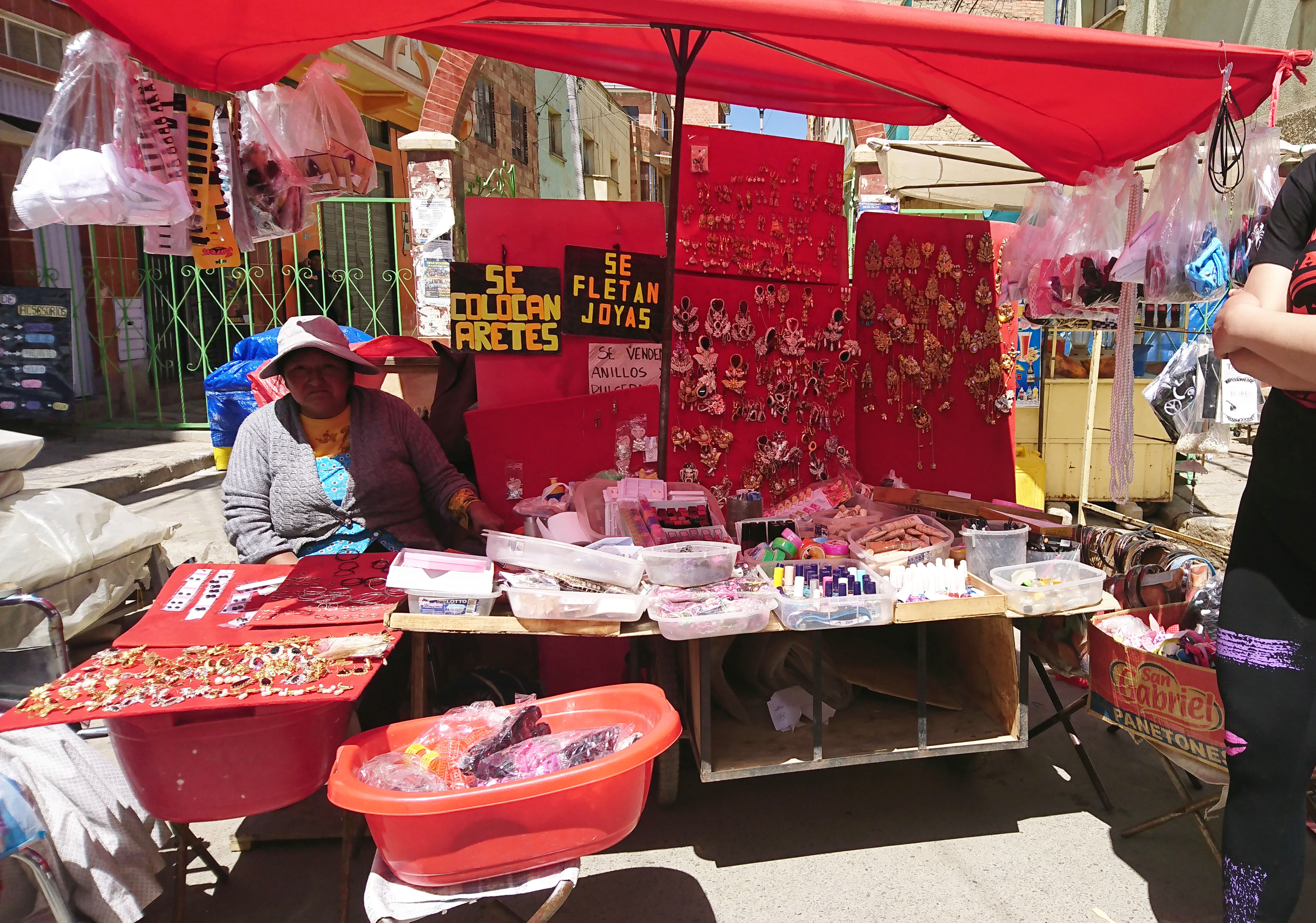
Venta de joyería y bisutería para chola boliviana

Las joyas en Bolivia han simbolizado el poder, la riqueza y la devoción religiosa. Durante la época colonial, la joyería estuvo fuertemente influenciada por la religión católica, con la creación de relicarios y candelabros de plata y oro. En la era republicana, las medallas y otras piezas simbólicas reflejaron la identidad nacional y la memoria histórica de este país.

### Joyería y la identidad nacional
La joyería en Bolivia no solo ha sido un símbolo de riqueza, sino también un reflejo de la identidad nacional. Cada pieza cuenta una historia, desde los tiempos preincaicos hasta la era contemporánea, y juega un papel importante en la preservación y promoción de la cultura boliviana.

## Joyería boliviana en el contexto internacional

### Exportación y valoración internacional
Aunque muchas piezas históricas de la joyería boliviana se encuentran fuera del país, su valor y calidad han sido reconocidos internacionalmente. El trabajo de autores como Luis Alberto Asbún Karmy ha ayudado a destacar la importancia de estas joyas en el contexto global.

### Influencias extranjeras
La joyería boliviana ha recibido influencias de diferentes partes del mundo, especialmente durante la época colonial y la era de la plata. Estas influencias se reflejan en los estilos y técnicas utilizados en la fabricación de joyas a lo largo de la historia de este país.

## Principales joyeros y artistas
Entre los joyeros destacados de Bolivia, Luis Alberto Asbún Karmy ha realizado una importante contribución al estudio y preservación de la historia de la joyería boliviana. Su obra Historia de la joyería y la platería en Bolivia es un testimonio detallado de esta rica tradición.